# Tres Palos, Michoacán de Ocampo
Tres Palos är en ort i Mexiko.   Den ligger i kommunen Ario och delstaten Michoacán de Ocampo, i den södra delen av landet, 270 km väster om huvudstaden Mexico City. Tres Palos ligger 1 994 meter över havet och antalet invånare är 121.
Terrängen runt Tres Palos är lite bergig. Runt Tres Palos är det ganska glesbefolkat, med 48 invånare per kvadratkilometer. Närmaste större samhälle är Ario de Rosales, 7,9 km söder om Tres Palos. I omgivningarna runt Tres Palos växer huvudsakligen savannskog.